# بخش دواس
بخش دواس (به انگلیسی: Dewas district) یک بخش در هند است که در ایالت مادیا پرادش واقع شده‌است. بخش دواس ۷٬۰۲۰ کیلومتر مربع مساحت دارد.